# کاتلو آمارانته (قایقران روئینگ، زاده ۱۹۷۹)
کاتلو آمارانته (ایتالیایی: Catello Amarante؛ زادهٔ ۱۵ اوت ۱۹۷۹) قایقران روئینگ اهل ایتالیا بود.
وی در مسابقات کشوری و بین‌المللی در مجموع برندهٔ ۱ مدال طلا، ۲ مدال نقره، ۱ مدال برنز شده‌است.